# Norialsus nuwera
Norialsus nuwera är en insektsart som beskrevs av Van Stalle 1986. Norialsus nuwera ingår i släktet Norialsus och familjen kilstritar. Inga underarter finns listade i Catalogue of Life.